# UCI Coupe des Nations Juniors 2013
L'UCI Coupe des Nations Juniors 2013 est la sixième édition de l'UCI Coupe des Nations Juniors. Elle est réservée aux cyclistes de sélections nationales de moins de 19 ans (U19). Elle est organisée par l'Union cycliste internationale. 

## Résultats

### Épreuves
| Date             | Épreuve                                           | Pays         | Vainqueur               | Vainqueur (nations) | Leader (nations) |
| ---------------- | ------------------------------------------------- | ------------ | ----------------------- | ------------------- | ---------------- |
| 10 novembre 2012 | Championnat d'Afrique sur route juniors           | Burkina Faso | Abderrahmane Bechlaghem | Algérie             | Algérie          |
| 15 mars          | Championnat d'Asie sur route juniors              | Inde         | Yerlan Pernebekov       | Kazakhstan          | Kazakhstan       |
| 7 avril          | Paris-Roubaix juniors                             | France       | Mads Pedersen           | Belgique            | Belgique         |
| 19-21 avril      | Tour d'Istrie                                     | Croatie      | Tao Geoghegan Hart      | France              | France           |
| 2-5 mai          | Course de la Paix juniors                         | Tchéquie     | Mads Pedersen           | Danemark            | France           |
| 30 mai-2 juin    | Trofeo Karlsberg                                  | Allemagne    | Mads Pedersen           | Danemark            | Danemark         |
| 6-7 juillet      | Grand Prix Général Patton                         | Luxembourg   | Christoffer Lisson      | Danemark            | Danemark         |
| 14 juillet       | Championnat panaméricains sur route juniors       | Mexique      | Eduardo Estrada         | Colombie            | Danemark         |
| 20 juillet       | Championnat d'Europe sur route juniors            | Tchéquie     | Franck Bonnamour        | France              | Danemark         |
| 3-4 août         | Trophée Centre Morbihan                           | France       | Mathieu van der Poel    | France              | France           |
| 24 septembre     | Championnats du monde juniors du contre-la-montre | Italie       | Igor Decraene           | États-Unis          | France           |
| 28 septembre     | Championnats du monde juniors sur route           | Italie       | Mathieu van der Poel    | Pays-Bas            | France           |

### Classement par nations
Source : Site de l'UCI
| #  | Pays        | Pts. |
| -- | ----------- | ---- |
| 1  | France      | 278  |
| 2  | Danemark    | 258  |
| 3  | Pays-Bas    | 203  |
| 4  | Belgique    | 183  |
| 5  | Royaume-Uni | 181  |
| 6  | États-Unis  | 119  |
| 7  | Italie      | 114  |
| 8  | Russie      | 90   |
| 9  | Norvège     | 86   |
| 10 | Autriche    | 77   |